# Коберник Іванна Якимівна
Іва́нна Яки́мівна Кобе́рник (*8 липня 1975, Київ) — українська телеведуча та журналістка, заслужена журналістка України, радниця міністра освіти України.

## Життєпис
Ще школяркою зробила інтерв'ю з депутатом для газети «Зірка». Студенткою почала працювати на телебаченні, готувала репортажі для інформаційних програм і разом вела ранкові розважальні програми на СТБ.
У 1997 році закінчила навчання в Київському інституті журналістики.
За сприяння фонду Конрада Аденауера стажувалася у Франкфурті-на-Майні по програмі перепідготовки для журналістів Східної Європи.
Близько року була прессекретаркою віцепрем'єр-міністра України Миколи Жулинського.
Працювала випусковою редакторкою програми «Вікна-новини» на телеканалі СТБ.
8 років працювала ведучою вечірнього випуску новин ICTV, а з осені 2007 року — шеф-редакторка політичного ток-шоу «Свобода слова».
У березні 2008 року звільнилася з телеканалу.
Лауреатка «Телетріумфу», входила до числа ста найвпливовіших українок за версією журналу «Фокус».
В 2009 році працювала хронікеркою програми «Шустер-лайв» на ТРК «Україна».
З червня 2010 по вересень 2011 року працювала прессекретаркою Арсенія Яценюка, після неї посаду обійняв Кирило Лукеренко.
Одружена, виховує сина та доньку.

## Нагороди
Премія Телетріумф в номінації «Ведучий інформаційної програми (новини/спортивної програми/економічної/культурологічної/науково-популярної)» (2004)